# Phantasy Star Universe
Phantasy Star Universe (PSU) è un videogioco di ruolo sviluppato da SEGA per i sistemi Microsoft Windows, PlayStation 2 e Xbox 360. Il videogioco può essere giocato anche utilizzando dei server on-line, i server per le versioni Microsoft Windows e PlayStation 2 sono in comune mentre gli utilizzatori della console Xbox 360 utilizzano dei server separati. Il gioco on-line offre delle storie diverse dal gioco singolo sebbene la struttura del gioco rimanga identica. Phantasy Star Universe ricalca il predecessore Phantasy Star On-line ampliandone e migliorandone l'idea base.

## Il Gioco
Phantasy Star Universe è un videogioco di tipo MMORPG sebbene atipico. Il gioco predilige l'azione ma questa viene legata da una trama che fa da sfondo alle avventure del protagonista. La presenza di una forte trama serve a far immedesimare il giocatore nella storia senza richiedere sessioni molto intense di gioco come nei classici giochi di ruolo.
Il gioco si compone di tre modalità:
- Modalità Storia, in cui il giocatore assume il ruolo del giovane Ethan Waber
- Modalità Online, che dà la possibilità di creare un proprio personaggio e giocare con giocatori europei e americani, pagando un abbonamento mensile
- Modalità Extra, simile alla Modalità Online, permette di creare un personaggio e di sperimentare il gioco online in locale

## Modalità Storia
La storia si svolge in un luogo molto lontano: il sistema di Gurhal, composto da 3 pianeti e abitato dagli Umani e dalle loro creazioni: Newman, Beast e CAST.
Per 500 anni le quattro razze si sono date battaglia, ma 100 anni fa, alla fine di un sanguinoso conflitto si è giunti ad una relativa pace. Almeno fino ad ora...
Il diciassettenne Ethan Waber e sua sorella Lumia stanno partecipando alla grande cerimonia commemorativa del centennale del Tratto di Pace di Gurhal quando improvvisamente una misteriosa specie aliena conosciuta come SEED lancia un attacco a sorpresa. L'esercito dell'Alleanza si trova impreparato di fronte all'improvvisa invasione e viene sconfitto, creando il panico tra i partecipanti alla cerimonia. Nel caos crescente, Lumia rimane bloccata tra le macerie e per salvarla Ethan unisce le forze con un Guardian di nome Leo, e per la prima volta nella sua vita, viene catapultato in una pericolosa e letale battaglia...

## Modalità Online
Il personaggio una volta creato e caratterizzato viene inserito nella Guardian Colony, l'astronave madre che raccoglie i giocatori. I giocatori appartengono a varie nazioni e dentro l'astronave madre interagiscono, si organizzano e in sostanza costruiscono una comunità che vive gli eventi stabiliti dalla trama.
Il gioco presenta un intero sistema solare da esplorare. Tre pianeti (Parum, Neudaiz e Moatoob) popolati da razze differenti, culture ed architetture da assimilare nei viaggi di città in città ed aree dove mettere alla prova le abilità e l'esperienza acquisita dal personaggio. Nei pianeti si trovano metropoli ed all'interno di queste attività, negozi nei quali acquisire armi, equipaggiamento, aree da esplorare e alle quali sopravvivere assieme ai compagni scelti per affrontare il gioco.

### Caratteristiche
PSU ha le seguenti caratteristiche, alcuni sono miglioramenti dei precedenti Phantasy Star Online:
- Strafing - in aggiunta alle opzioni di movimento di PSO i personaggi posso usare il movimento laterale
- Doppia Arma - i personaggi possono utilizzare due armi contemporaneamente
- Veicoli (attualmente non disponibili online)
- Partner Machinery (PM): una macchina che evolve in aspetto e abilità se le vengono dati oggetti "in pasto".
- 20+ missioni giocabili in singolo o in gruppo (1-6 giocatori)
- 15+ Boss
- Quattro razze giocabili: Human, CAST, Newman, e Beast
- Tre classi base in cui specializzarsi (Hunter, Ranger, Force), con la possibilità di cambiare in qualsiasi momento senza perdere i livelli guadagnati
- Sette classi avanzate, di cui tre ulteriori specializzazioni per le classi base (forteFighter, forteGunner, forteTecher), e sei classi ibride (WarTecher, GunTecher, Acrotecher, FighGunner, Acrofighter, ProTranser).
- Personalizzazione del personaggio: offre ai giocatori la possibilità di personalizzare lo stile e i colori dei propri personaggi, permettendo di selezionare abbigliamento, taglio di capelli e tipo di volto, altezza e proporzioni del corpo e voce

### Server
I giocatori statunitensi ed europei possono comunicare e giocare insieme, i giocatori giapponesi invece dispongono di server separati che non possono comunicare con quelli europei o statunitensi. La versione per Xbox 360 utilizza server diversi che permettono ai giocatori europei, statunitensi e giapponesi di comunicare e giocare cooperativamente.

## Espansione
In data 26 aprile è stata annunciata l'espansione Phantasy Star Universe: Ambition of the Illuminus, che aggiungerà nuovi nemici, armi, livelli e Lobby, oltre ad una maggiore personalizzazione del proprio personaggio. Ambition of the Illuminus proseguirà la storia online di Phantasy Star Universe.
Secondo l'annuncio della SEGA, Ambition of the Illuminus conterrà le seguenti novità:
- Personalizzazione del personaggio espansa: nuove opzioni di personalizzazione per viso, capelli, proporzioni, colori e abbigliamento.
- Interazione tra giocatori arricchita: nuove Lobby tra cui il Casino Voloyal.
- Nuove armi, abilità e classi: verranno aggiunti 4 nuovi tipi di armi (Slicer, Whip, Madoogs e Shadoogs) e due nuove classi avanzate (Acrotecher e Acrofighter).
- Nuovi livelli, nemici e boss: nuove aree da esplorare, come le Rovine di Old Rozenom City e la Granigs Mine.
- I personaggi dei giocatori diventeranno i protagonisti: in Phantasy Star Universe, i giocatori vedevano la storia attraverso gli occhi di Ethan Waber. In Ambition of the Illuminus, giocheranno la storia usando i propri personaggi.

L'espansione è stata rilasciata nell'autunno del 2007.